# Reinhard Mohn

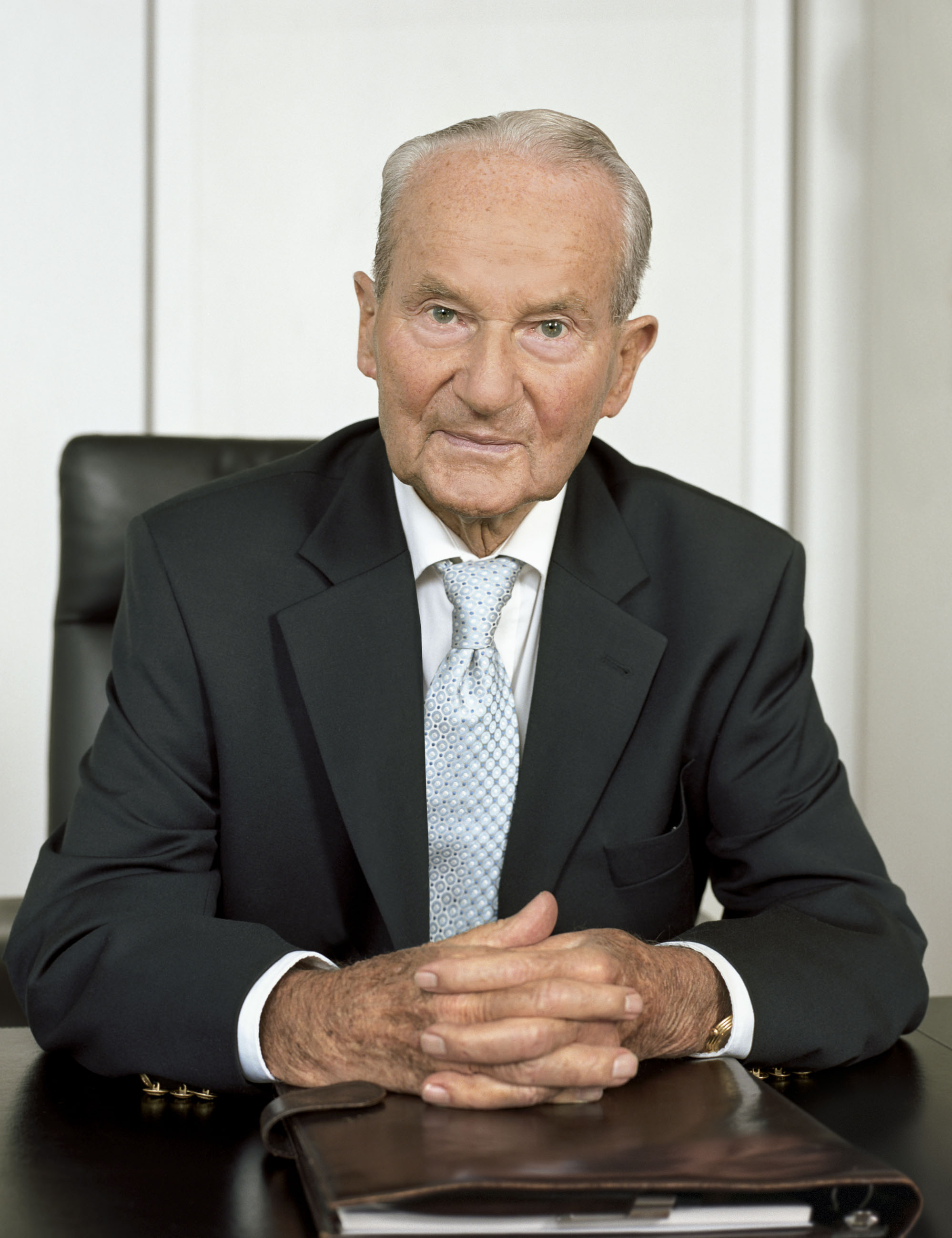
Reinhard Mohn

Reinhard Mohn (Gütersloh, 29 juni 1921 - Steinhagen, 3 oktober 2009) was een Duits mediaondernemer. Hij leidde het in 1835 opgerichte Bertelsmann van 1947 tot 1981. 
De familie Mohn is de aangetrouwde tak van de familie Bertelsmann. Reinhard Mohn was een achterkleinzoon van stichter Carl Bertelsmann. Onder Reinhard Mohns leiding groeide het bedrijf uit tot een belangrijk mediaconglomeraat. Het bedrijf bezit onder meer de tv-groep RTL Group en uitgeverij Random House. Hij stichtte in 1977 de "Bertelsmann Stiftung".
Tot vóór enkele jaren had Albert Frère met zijn investeringsmaatschappij GBL een belang van 25 procent in Bertelsmann. In 2005 kocht de familie Mohn de Belg uit voor 4,5 miljard euro, om een beursgang te vermijden.